# Campeonato Europeo de Ciclismo en Pista de 2010
El I Campeonato Europeo de Ciclismo en Pista se celebró en Pruszków (Polonia) entre el 5 y el 7 de noviembre de 2010 bajo la organización de la Unión Europea de Ciclismo (UEC) y la Federación Polaca de Ciclismo.
Las competiciones se realizaron en el velódromo Arena BGZ de la ciudad polaca. Fueron disputadas 11 pruebas, 6 masculinas y 5 femeninas.

## Medallistas

### Masculino
| Evento                          | Oro                                                                          | Plata                                                                                 | Bronce                                                                                  |
| ------------------------------- | ---------------------------------------------------------------------------- | ------------------------------------------------------------------------------------- | --------------------------------------------------------------------------------------- |
| Velocidad individual (06.11)    | Denis Dmitriyev · Rusia                                                      | Kévin Sireau Francia                                                                  | Jason Kenny Reino Unido                                                                 |
| Velocidad por equipos (05.11)   | Alemania · Robert Förstemann · Maximilian Levy · Stefan Nimke · 44,066       | Francia Michaël D'Almeida François Pervis Kévin Sireau 44,281                         | Reino Unido Matthew Crampton Chris Hoy Jason Kenny 43,968                               |
| Persecución por equipos (05.11) | Reino Unido Steven Burke Edward Clancy Jason Queally Andrew Tennant 4:00,482 | Rusia · Ivan Kovaliov · Yevgueni Kovaliov · Alexei Markov · Alexandr Serov · 4:04,274 | Países Bajos · Levi Heimans · Arno van der Zwet · Tim Veldt · Sipke Zijlstra · 4:06,049 |
| Keirin (07.11)                  | Jason Kenny Reino Unido                                                      | Matthew Crampton Reino Unido                                                          | Adam Ptáčník · República Checa                                                          |
| Madison (07.11)                 | Martin Bláha · Jiří Hochmann · República Checa · 9 (0) pts.                  | Kenny De Ketele · Tim Mertens · Bélgica · 19 (-1) pts.                                | Myjailo Radionov · Serhi Lahkuti · Ucrania · 1 (-1) pts.                                |
| Ómnium (07.11)                  | Roger Kluge · Alemania · 22 pts.                                             | Tim Veldt · Países Bajos · 29 pts.                                                    | Rafał Ratajczyk · Polonia · 31 pts.                                                     |

### Femenino
| Evento                          | Oro                                                                | Plata                                                                          | Bronce                                                                |
| ------------------------------- | ------------------------------------------------------------------ | ------------------------------------------------------------------------------ | --------------------------------------------------------------------- |
| Velocidad individual (06.11)    | Sandie Clair Francia                                               | Kristina Vogel · Alemania                                                      | Simona Krupeckaitė · Lituania                                         |
| Velocidad por equipos (05.11)   | Francia Sandie Clair Clara Sanchez 33,478                          | Reino Unido Victoria Pendleton Jessica Varnish 33,586                          | Alemania · Kristina Vogel · Miriam Welte · 33,708                     |
| Persecución por equipos (05.11) | Reino Unido Katie Colclough Wendy Houvenaghel Laura Trott 3:23,435 | Lituania · Vaida Pikauskaitė · Vilija Sereikaitė · Aušrinė Trebaitė · 3:29,992 | Alemania · Lisa Brennauer · Verena Jooß · Madeleine Sandig · 3:28,127 |
| Keirin (07.11)                  | Olga Panarina · Bielorrusia                                        | Simona Krupeckaitė · Lituania                                                  | Liubov Shulika · Ucrania                                              |
| Ómnium (07.11)                  | Leire Olaberria · España · 26 pts.                                 | Tatsiana Sharakova · Bielorrusia · 29 pts.                                     | Małgorzata Wojtyra · Polonia · 34 pts.                                |

## Medallero
| Núm. | País            | Oro | Plata | Bronce | Total |
| ---- | --------------- | --- | ----- | ------ | ----- |
| 1    | Reino Unido     | 3   | 2     | 2      | 7     |
| 2    | Francia         | 2   | 2     | 0      | 4     |
| 3    | Alemania        | 2   | 1     | 2      | 5     |
| 4    | Bielorrusia     | 1   | 1     | 0      | 2     |
| 4    | Rusia           | 1   | 1     | 0      | 2     |
| 6    | República Checa | 1   | 0     | 1      | 2     |
| 7    | España          | 1   | 0     | 0      | 1     |
| 8    | Lituania        | 0   | 2     | 1      | 3     |
| 9    | Países Bajos    | 0   | 1     | 1      | 2     |
| 10   | Bélgica         | 0   | 1     | 0      | 1     |
| 11   | Polonia         | 0   | 0     | 2      | 2     |
| 11   | Ucrania         | 0   | 0     | 2      | 2     |
|      | TOTAL           | 11  | 11    | 11     | 33    |